# 特特利湖
67°20′48″N 169°23′19″E / 67.3467°N 169.3885°E
特特利湖（俄语：Тытыль），是俄羅斯的湖泊，位於該國東北部楚科奇自治區，由比利比諾區負責管轄，長11公里、寬5公里，面積40.5平方公里，集水區面積912平方公里。